# Matt Salmon
Matthew James Salmon, detto Matt (Salt Lake City, 21 gennaio 1958), è un politico statunitense, membro della Camera dei Rappresentanti per lo stato dell'Arizona dal 1995 al 2001 e poi ancora dal 2013 al 2017.

## Biografia
Nato nello Utah, Salmon frequentò l'Università statale dell'Arizona e la Brigham Young University. Dopo gli studi entrò in politica con il Partito Repubblicano e riuscì ad ottenere un seggio al Senato di stato dell'Arizona.
Dopo due mandati al Senato di stato, Salmon si candidò alla Camera dei Rappresentanti e venne eletto, promettendo di non servire più di tre mandati. Venne rieletto nel 1996 e nel 1998, ma nel 2000 non si ricandidò per rispettare la promessa fatta sei anni prima.
Nel 2002 decise di proporsi per la carica di governatore dell'Arizona, ma dopo una battaglia serrata venne sconfitto dall'avversaria democratica Janet Napolitano.
Dopo essere rimasto per alcuni anni su un piano secondario della scena politica, nel 2011 Salmon annunciò la sua candidatura al Congresso per il seggio lasciato da Jeff Flake, candidatosi alla carica di senatore. Salmon riuscì a vincere le elezioni e tornò alla Camera dopo dodici anni di assenza. Fu riconfermato per un altro mandato nel 2014, al termine del quale annunciò il proprio ritiro dalla politica.